# Ulrich Ebert
Ulrich Ebert (* 6. Mai 1948; † 22. November 2005) war ein deutscher Fußballtorwart und späterer Fußballtrainer. In der höchsten Spielklasse des DDR-Fußballs, der Oberliga, spielte er von 1970 bis 1983 für die BSG Wismut Aue.

## Sportliche Laufbahn

### Gemeinschaftsstationen
Im September 1966 wurde der 18-jährige Ulrich Ebert, aus Magdeburg gekommen, als Torwart in den Kader der Oberligareservemannschaft der BSG Wismut Aue aufgenommen. Nachdem die Reservemannschaften aufgelöst wurden und Ebert von seiner Zeit bei der NVA im März 1969 zurückgekommen war, spielte er mit der 2. Mannschaft in der drittklassigen Bezirksliga.
Zur Saison 1970/71 rückte Ebert in das Oberligakollektiv auf. Es gelang ihm mit 15 Oberligaeinsätzen den bisherigen Stammtorwart Manfred Fuchs (elf Einsätze) zu übertrumpfen. Auch in den folgenden vier Spielzeiten blieb Ebert die Nummer eins im Auer Tor. Nach einer enttäuschenden Saison 1975/76 mit nur einem Oberligaeinsatz und acht Spielen in der zweitklassigen DDR-Liga mit Wismut Aue II, kehrte er 1976/77 für weitere sieben Spielzeiten als erster Torwart in die Oberliga zurück. 1983/84 und 1984/85 wurde Ebert zwar noch im Oberligakader der BSG Wismut benannt, kam aber bis auf zwei Einsätze in der 1984er-Ausgabe des Intertoto-Cups in der 1. Mannschaft nicht mehr zum Einsatz. In der Vorschau zur Oberligasaison 1985/86 meldete Wismut, dass Ulrich Ebert seine leistungssportliche Laufbahn beendet habe. Der inzwischen 37-Jährige konnte auf 268 Einsätze in der Oberliga zurückblicken.

### Auswahleinsätze
Die Ablösung Fuchs’ im Auer Tor und die folgenden Leistungen in der Oberliga machten auch die Auswahlverantwortlichen des DFV auf Ebert aufmerksam. Lohn waren zwei Partien in der U-23-Auswahl der DDR im Jahre 1971 gegen Rumänien und Jugoslawien.

## Ehrungen
In der Spielzeit 1979/80 wurde Ebert von der Fachzeitung fuwo – Die neue Fußballwoche zum punktbesten Spieler der Saison gekürt.

## Weiterer Werdegang
Nach Beendigung seiner aktiven Laufbahn wirkte Ebert als Trainer, unter anderem beim VfB Annaberg, vor allem aber im Nachwuchsbereich, zuletzt im DFB-Stützpunkt Falkenstein. Er organisierte mit Dietmar Pohl die Spiele der Traditionsmannschaft des FC Erzgebirge Aue, bei dem er auch im Nachwuchsbereich arbeitete und Organisator des Oldieturniers in der Erzgebirgshalle Lößnitz.
Der in Hundshübel wohnhafte Ebert war verheiratet und dreifacher Vater. Er starb im November 2005 an einer Blutkrebserkrankung.